# Wässerchen

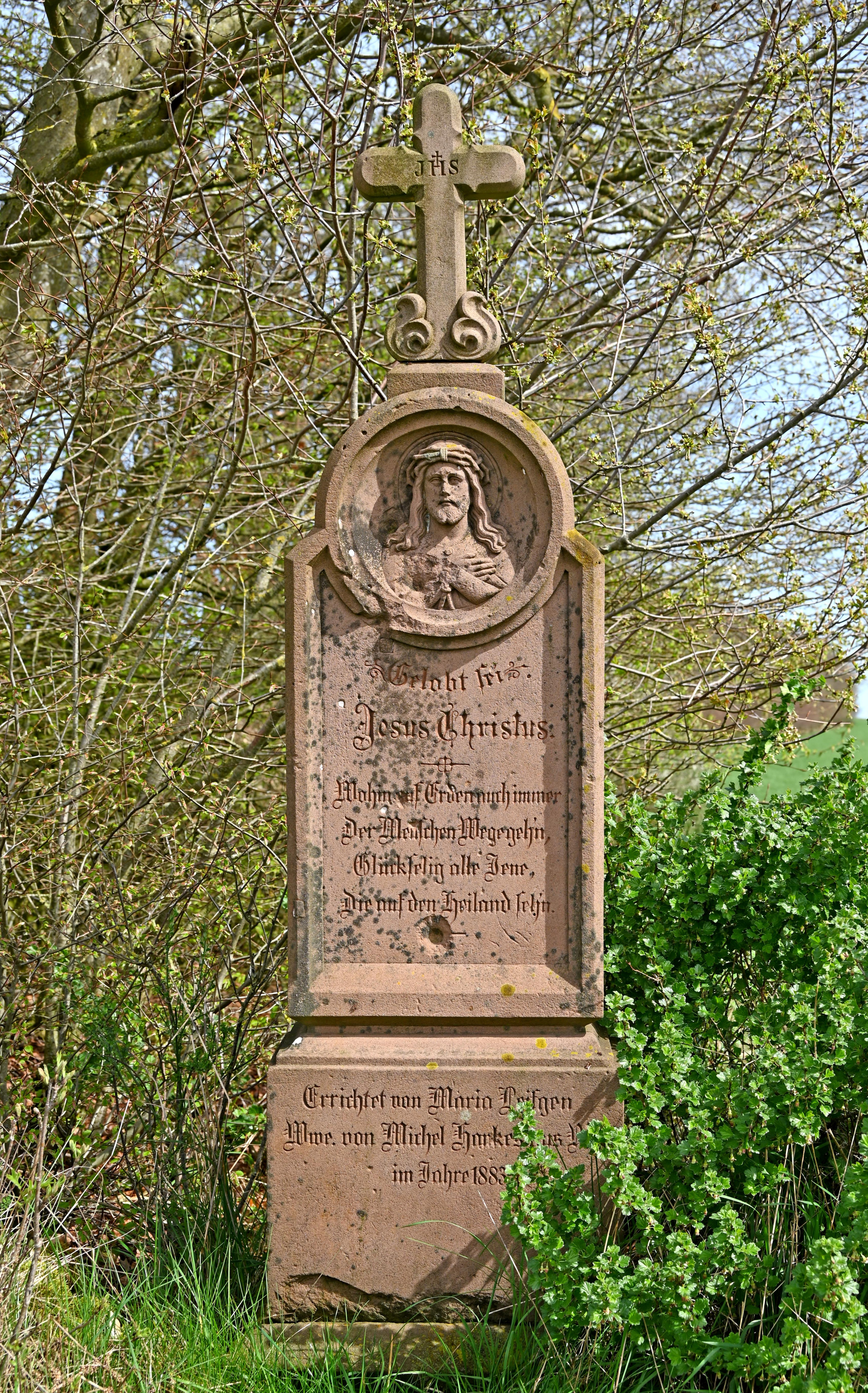
Wegekreuz von 1883

Wässerchen ist ein Weiler der Ortsgemeinden Eschfeld und Reiff im Eifelkreis Bitburg-Prüm in Rheinland-Pfalz.

## Geographische Lage
Wässerchen liegt auf den Gemarkungen der beiden Ortsgemeinden Eschfeld und Reiff. Der nordwestliche Teil zählt zu Eschfeld und ist rund 450 m vom Hauptort entfernt. Der südöstliche Teil zählt zu Reiff und ist rund 1,2 km vom Hauptort entfernt. Wässerchen liegt südöstlich von Eschfeld und nördlich von Reiff in leichter Tallage. Der Weiler ist von umfangreichen landwirtschaftlichen Nutzflächen sowie kleineren Waldgebieten im Südwesten und Norden umgeben. Durch den Weiler fließen zwei Ausläufer des Eschbaches.

## Geschichte
Zur Entstehungsgeschichte des Weilers liegen keine Angaben vor. Es wird angenommen, dass der heutige Name Bezug auf die beiden Ausläufer des Eschbaches nimmt, die durch den Weiler fließen. Der dicht nördlich von Wässerchen gebrauchte Flurname „Am Kirchberg“ lässt auf eine Verbindung zu einer Kirche beziehungsweise auf einen ehemaligen Friedhof schließen.

## Kultur und Sehenswürdigkeiten

### Bunkeranlage / Wegekreuz
Wenig westlich von Wässerchen befindet sich ein Bunker ohne Kampfraum. Dieser war Teil des Westwalls.
Unmittelbar südöstlich des Weilers steht zudem ein Wegekreuz.

### Naherholung
In der Nähe von Wässerchen verlaufen mehrere Wanderwege, unter anderem die Runde von Eschfeld. Es handelt sich um einen Rundwanderweg mit einer Länge von rund 8,4 km des Naturpark Südeifel. Die Strecke beginnt in Eschfeld und führt entlang der Bäche Eschbach und Irsen. Highlights am Weg sind die Pfarrkirche in Eschfeld, das Tal des Irsen sowie, abseits der Route, die Obstweinkellerei in Wässerchen.

## Wirtschaft und Infrastruktur

### Unternehmen
In Wässerchen wird eine Obstweinkellerei betrieben. Diese bietet zudem Wohnmobilstellplätze an.

### Verkehr
Es existiert eine regelmäßige Busverbindung.
Wässerchen ist durch die Kreisstraße 152 von Eschfeld in Richtung Reiff erschlossen. Östlich des Weilers verläuft die Landesstraße 14.